# Tatsuo Satō
Tatsuo Satō (佐藤剛男 Satō Tatsuo?, Fukushima, Japón, 16 de julio de 1937-23 de enero de 2013) fue un político japonés del Partido Liberal Democrático, miembro de la Cámara de Representantes en la Dieta.

## Estudios y vida política
Satō asistió a la Universidad de Tokio. Después de su graduación en 1961, se unió al Ministerio de Economía, Comercio e Industria. Dejando el ministerio en 1987, se postuló sin éxito para la Cámara de Representantes en 1990. Lo intentó de nuevo en 1993 y fue elegido por primera vez, representando al Partido Liberal Democrático. Fue miembro de la Cámara de Representantes cinco veces consecutivas hasta 2009.

## Galardón y fallecimiento
El 21 de julio de 2009, cuando se retiró de la política, recibió el Gran Cordón de la Orden del Sol Naciente, una medalla honorífica otorgada a quienes hayan realizado grandes logros a favor del Estado japonés. Satō falleció a causa de una neumonía en un hospital en Fukushima el 23 de enero de 2013.